# Santiago Pérez Manosalva
Santiago Pérez Manosalva (Zipaquirá, 23 de mayo de 1830-París, 5 de agosto de 1900) fue un abogado, economista, educador, periodista, diplomático, humanista y político colombiano, miembro del Partido Liberal Colombiano del cual era representante de su ala radical, como parte del período conocido como Olimpo Radical.
Destacado académico y educador, fue rector de las Universidades Nacional y Externado de Colombia. También enseñó en la Universidad del Rosario, donde se educó gracias al apoyo de su rector Lorenzo María Lleras, quien se convirió en su mentor y padrino. También ocupó el cargo de consiliario o asesor económico de dicha institución.  Fue periodista y redactor en periódicos como El Mensajero, La Defensa (del cual fue redactor en 1880), El Relator, además de La América, de Nueva York, donde criticó la Doctrina Monroe. Fue uno de los fundadores de la Academia Colombiana de la Lengua.
Pérez ocupó la presidencia de los Estados Unidos de Colombia (actual Colombia), entre 1874 y 1876 durante la etapa conocida como Olimpo Radical. En su mandato, inicio de las obras del Ferrocarril del Norte y le dio fuerte impulso a la educación a nivel nacional.  Previamente fue primer designado a la presidencia entre 1869 a 1870, durante la presidencia del general Santos Gutiérrez.
Tras entregar el mando en 1876 a su Secretario de Hacienda Aquileo Parra, Pérez siguió en la lucha política y debido a su férrea oposición a Rafael Núñez decidió expatriarse voluntariamente de 1885 hasta 1891. En 1892 fue elegido Jefe único del Partido Liberal. Fue desterrado por el vicepresidente Miguel Antonio Caro en 1895 por su feroz crítica al gobierno conservador a través de la prensa liberal, muriendo exiliado en París, de donde sus restos fueron repatriados a Colombia en 1952.

## Biografía
Santiago Pérez Manosalva nació en Zipaquirá, Cundinamarca, Gran Colombia, el 23 de mayo de 1830, en la hacienda San José de Guachanció, arrendada a sus padres, humildes labriegos de la zona.
Pese a las dificultades económicas de su familia, Santiago y su hermano ingresaron a la Escuela Pública de Zipaquirá, donde son descubiertos por el ministro de educación de Lorenzo María Lleras se convirtió en su mentor y padrino político, ingresando al Colegio Mayor de Nuestra Señora del Rosario, donde era rector  Posteriormente ingresó al Colegio del Espíritu Santo, fundado y dirigido por Lleras donde él y su hermano obtuvieron el grado de doctores en jurisprudencia, primero Santiago en 1850, y luego su hermano Felipe en 1851.

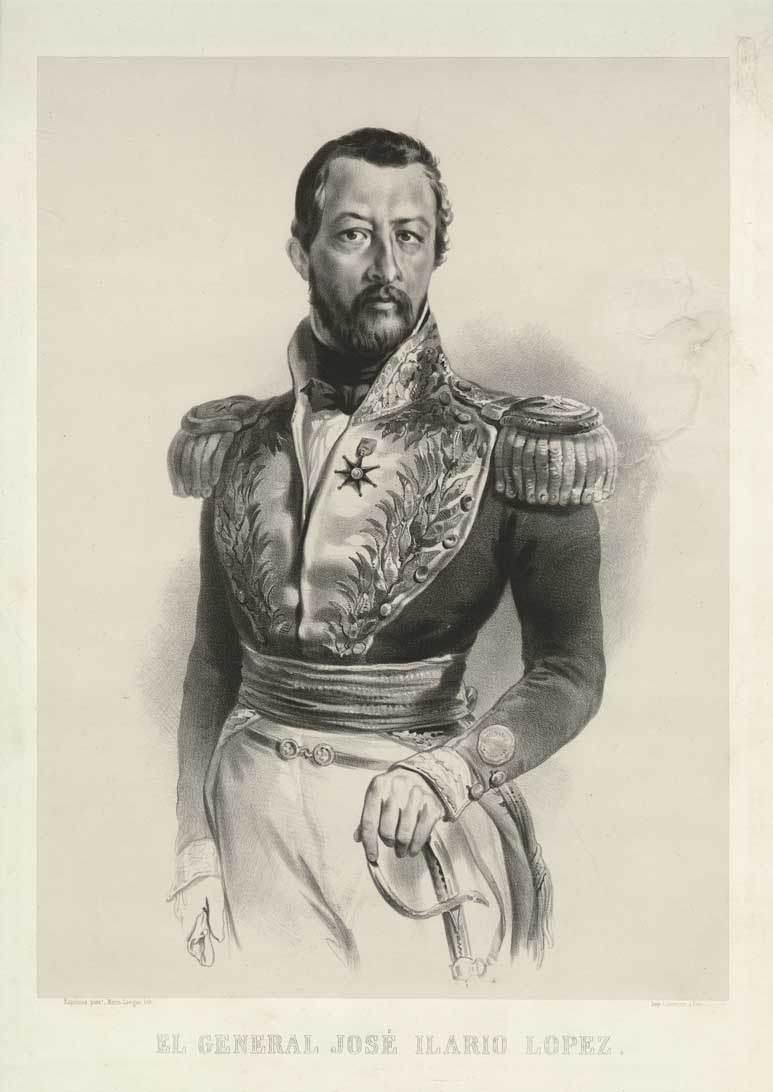
Sus inicios políticos fueron en la campaña presidencial de José Hilario López. Litografía de 1849, Museo Nacional de Colombia, Bogotá.

En 1849, tuvo sus primeros contactos con la política de la mano del gremio de artesanos conocido como las Sociedades Democráticas, fundado por el sastre Ambrosio López Pinzón; al proclamar un discurso ante el candidato liberal a la presidencia José Hilario López, quien, según se cuenta, maravillado por su oratoria, le regaló al joven Santiago un reloj de oro. López terminó ganando las elecciones, por presiones de los artesanos.
Cuando tenía 22 años fue Secretario de la Comisión Corográfica en 1852 y sus apuntes fueron publicados entre 1853 y 1854 en el periódico El Neogranadino. En 1853 publicó una de las primeras gramáticas colombianas, denominada como el Compendio de Gramática Castellana, para uso de sus alumnos. También publicó una abreviación de la Gramática del escritor venezolano Andrés Bello. 
Fiel a los propósitos con la educación de su país, Santiago y sus hermanos fundaron el colegio Pérez Hermanos en 1857, donde educó a futuros personajes de renombre como Rufino José Cuervo y Roberto Mac Douall, y otros 300 alumnos más, ya que gozaba de buen reputación por haber sido abierto por colegiales rosaristas, consagrados ya en el mundo educativo.  Sobre sus cualidades como docente, se comentó:

le eran igualmente familiares las humanidades y las ciencias físicas, morales, jurídicas y sociales, y especialmente enseñaba la economía política con tal claridad, que todo el que hizo el curso con él aprendió.
Eduardo Rodríguez Piñeres

### Constituyente y opositor a Mosquera (1863-1867)

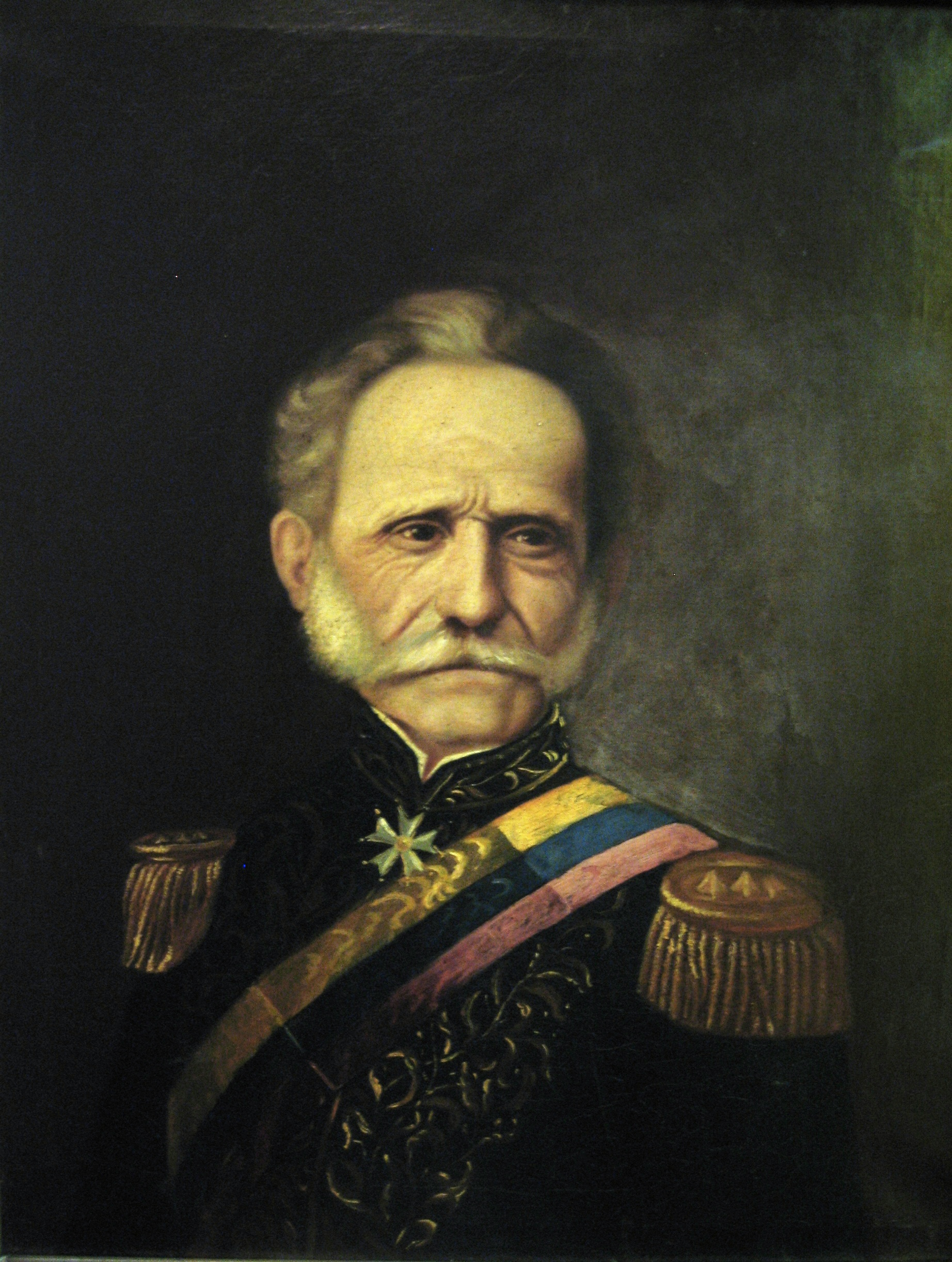
El general Mosquera, Museo Nacional de Colombia, Bogotá.

Caído el gobierno conservador, el expresidente Tomás Cipriano de Mosquera llamó a elecciones para reformar el país. Pérez participó en la Convención de Rionegro en 1863 a nombre de Cundinamarca; en dicha convención se redactó una nueva constitución para el país, siendo a la fecha la más radical de todas las constituciones históricas de Colombia, pues era laica, federalista y ampliamente liberal.
Fue Secretario de Gobierno y de Relaciones Exteriores durante el primer gobierno del liberal Manuel Murillo Toro, tras lo cual se convirtió en uno de los principales exponentes del Olimpo Radical, como consecuencia de la radicalización del modelo liberal implantado por la Constitución de 1863. Terminado el gobierno del presidente Murillo, Pérez hizo oposición al régimen dictatorial del presidente Tomás Cipriano de Mosquera, y participó en el complot para derrocamiento y apresamiento en 1867.

### Delegatura (1869-1870)
Se le encargo la presidencia de los Estados Unidos de Colombia en reemplazo del general Santos Gutiérrez entre el 22 y el 30 de junio de 1869.

## Presidencia (1874-1876)

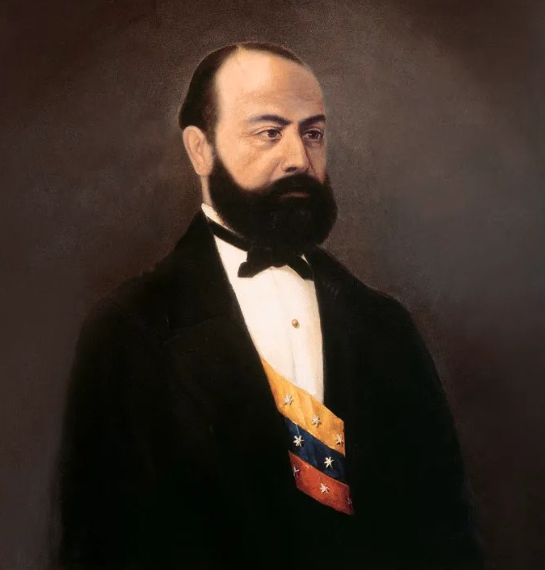
Retrato presidencial de Pérez, Museo Nacional de Colombia, Bogotá.

Elegido Presidente de los Estados Unidos de Colombia en 1874 a los 44 años de edad, por un periodo bianual.
En su discurso de posesión dijo: "la instrucción, la moralidad y la riqueza son los factores de la República".

### Gabinete ministerial
Los rasgos de su gobierno fueron el inicio de las obras del Ferrocarril del Norte, el aumento de las rentas (debido especialmente al incremento de las exportaciones), la reducción del contrabando y la disminución de los gastos.

### Controversias
Su excesiva rigidez moral, su intransigencia con los especuladores políticos y la severidad de que había dado muestras como educador con algunos de los hombres que, habiendo sido sus discípulos, estaban ya figurando en la política, le enajenó muchas voluntades en su administración. Indudablemente con todos sus talentos y grandes virtudes, careció de la elasticidad necesaria para dirigir a los hombres en el accidentado terreno de la política.
Baldomero Sanín Cano

Llegaba al poder un hombre honesto, con amplia experiencia en cargos de representación, pero con poca habilidad política, como lo demostró en diversas ocasiones.
Ignacio Arizmendi Posada

### Postpresidencia

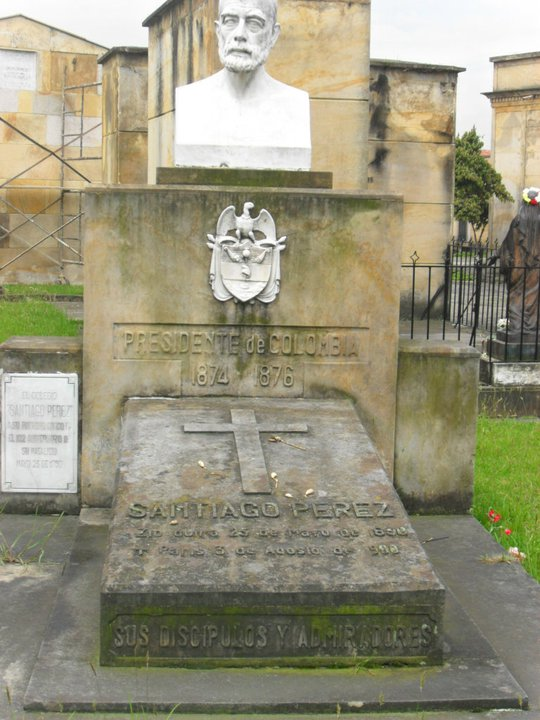
Tumba de Pérez en el Cementerio Central de Bogotá.

A su salida de la presidencia, fue nombrado rector de la Universidad Nacional de Colombia, en 1877. En 1885 se exilió en Nueva York por la negativa de participar en la conjura que los liberales organizaron contra el presidente Rafael Núñez, en contra de las medidas de La Regeneración. En Estados Unidos, ejerció como abogado y dirigió la revista América. Posteriormente asumió como apoderado de Colombia ante la corte de Saint James en el Reino Unido. 
En 1981 regresó a Colombia y fue elegido rector de la Universidad Externado de Colombia entre 1891 y 1982.  
En agosto de 1893 el entonces presidente de Colombia, Miguel Antonio Caro (su antiguo colega en la Academia Colombia de la Lengua), ordenó su exilio a raíz de los fuertes ataques que Pérez hizo en su periódico El Relator sobre el gobierno conservador y el proyecto de La Regeneración, por lo que se refugió en París.  Su familia cercana fue perseguida por el gobierno, entre ellos su hijo menor, que fue encarcelado antes de salir del país.
Santiago Pérez Manosalva falleció en el exilio, el 5 de agosto de 1900, a los 70 años. Fue sepultado en el Cementerio de Batignolles, en París. Décadas después, en 1952, sus restos fueron repatriados a Colombia y depositados en el Cementerio Central de Bogotá, donde reposan actualmente. 

## Familia
Santiago era hijo de Felipe Pérez Archila y Ortiz y de su esposa Rosa Manosalva del Castillo Góngora (también escrito como de Manosalba, Manosalvas o de Manosalbas), y era el segundo de cinco hermanos: Teresa, Felipe Cruz de la Rosa, Rafael y Enriqueta.
Su hermano Felipe estaba casado con Susana Lleras Triana, hija del periodista y catedrático Lorenzo María Lleras (de la familia Lleras) y de Liboria Triana Silva, quien era pariente de la esposa de Santiago. Felipe destacó como escritor, político y periodista, y también como miembro del Partido Liberal, al igual que su hermano, sus hijos y su descendencia.
Susana, cuñada de Santiago, era a su vez hermana de Felipe Lleras Triana, padre de los políticos Felipe y Alberto Lleras Camargo (quien fue presidente de Colombia entre 1945 y 1946, y luego de 1958 y 1962). Por su parte, el suegro de Felipe Pérez Manosalva, Lorenzo María Lleras, era abuelo de Federico Lleras Acosta, médico famoso por crear la vacuna de la lepra, y cabeza de la rama Lleras Restrepo, de la que descienden Carlos (presidente de Colombia entre 1966 y 1970), su hijo Carlos (diplomático), y su nieto Germán Vargas Lleras.

### Matrimonio y descendencia

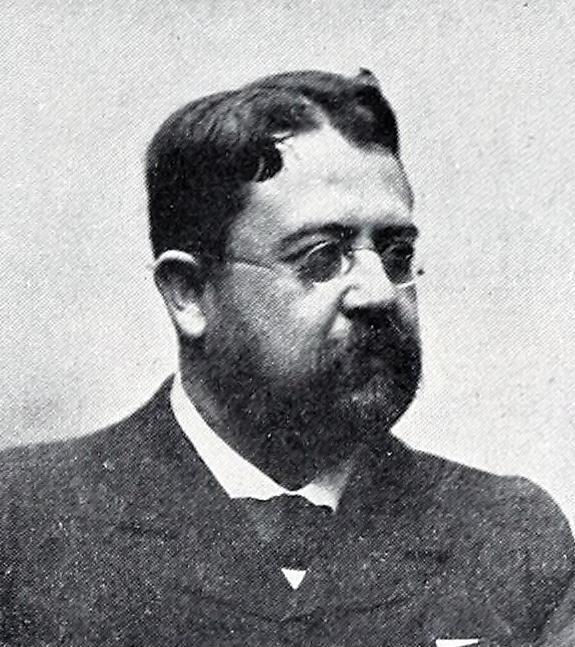
Su hijo, Santiago Pérez Triana.

Santiago contrajo nupcias con María Josefa Tadea Jenara Triana Silva, quien era hija de José María Triana Algarra, y hermana de Liboria Triana Silva. Liboria era la madre de Susana Lleras, la esposa de su hermano Felipe, es decir, María Triana era tía de Susana Lleras, quien se casó con el hermano de su tío político Santiago.
Con María Josefa Triana, Santiago tuvo a sus hijos: María Teresa, Eloísa, Amelia, Eduardo y Santiago Pérez Triana. 
Eloísa se casó con Joaquín Lombana Rodríguez, de los poderosos Lombana, y Amelia con el político Clímaco Calderón Reyes, presidente de Colombia entre el 21 y el 22 de diciembre de 1882, en reemplazo del titular Francisco Javier Zaldúa, quien falleció en el cargo; y su hijo el periodista y poeta Santiago Pérez Triana. De Amelia y Clímaco son sobrinos tataranietos los hermanos Santos Calderón: Juan Manuel (que fue presidente de Colombia entre 2010 y 2018); Enrique y Luis Fernando Santos Calderón (hijos del periodista Enrique Santos Castillo); y sus primos Francisco (vicepresidente de Colombia entre 2002 y 2010) y Rafael Santos Calderón (hijos del periodista Hernando Santos Castillo). 
Su hijo Santiago se casó con la irlandesa Gertrude O'Day, hermana del banquero irlandés Daniel O'Day, quien era amigo cercano del empresario John D. Rockefeller y uno de los primeros directivos de la multinacional petrolera Standard Oil Company.

## Legado
Dejó algunos escritos que por haber sido únicas ediciones o inéditas, son poco conocidas: En primer lugar, El Manual del Ciudadano, que, según el escritor Baldomero Sanín Cano, es "la explicación, metódica, elocuente, asombrosamente luminosa de los principios de derecho universal y de conveniencia política consignados en la constitución de 1863". 
Por otra parte, siguiendo a Sanín Cano, "es suyo un tratado de economía política todavía inédito. Sobre la conveniencia y la fecundidad civilizadora del Ahorro escribió un diálogo del mismo título, en que están de bulto las claras y permanentes virtudes de su estilo castizo, sobrio, lleno de dignidad y hondo sentido". También escribió, agrega Sanín Cano, una Gramática Española, inédita, "materia que enseñó a varias generaciones con tanto fervor como competencia".

## Obras
- Jacobo Molay
- El manual del ciudadano
- La sal del reino
- Compendido de Gramatica Castellana por un Granadino